# 皮姆利科站
皮姆利科站（英語：Pimlico tube station）是倫敦地鐵維多利亞線的中途站，位於西敏市皮姆利科，鄰近貝爾格雷夫路東端。皮姆利科站在票價上屬於倫敦軌道運輸第一收費區。皮姆利科站開通於1972年9月14日，是維多利亞線最後一個啟用的車站。本站是維多利亞線唯一一個不和任何其他地鐵線及英國國鐵線換乘的車站，亦是唯一不設無障礙通道的車站。以月台的平均深度計算，本站是維多利亞線最深的車站，月台位於海平面以下16米處。
本站是離泰特不列顛最近的倫敦地鐵站。

## 歷史

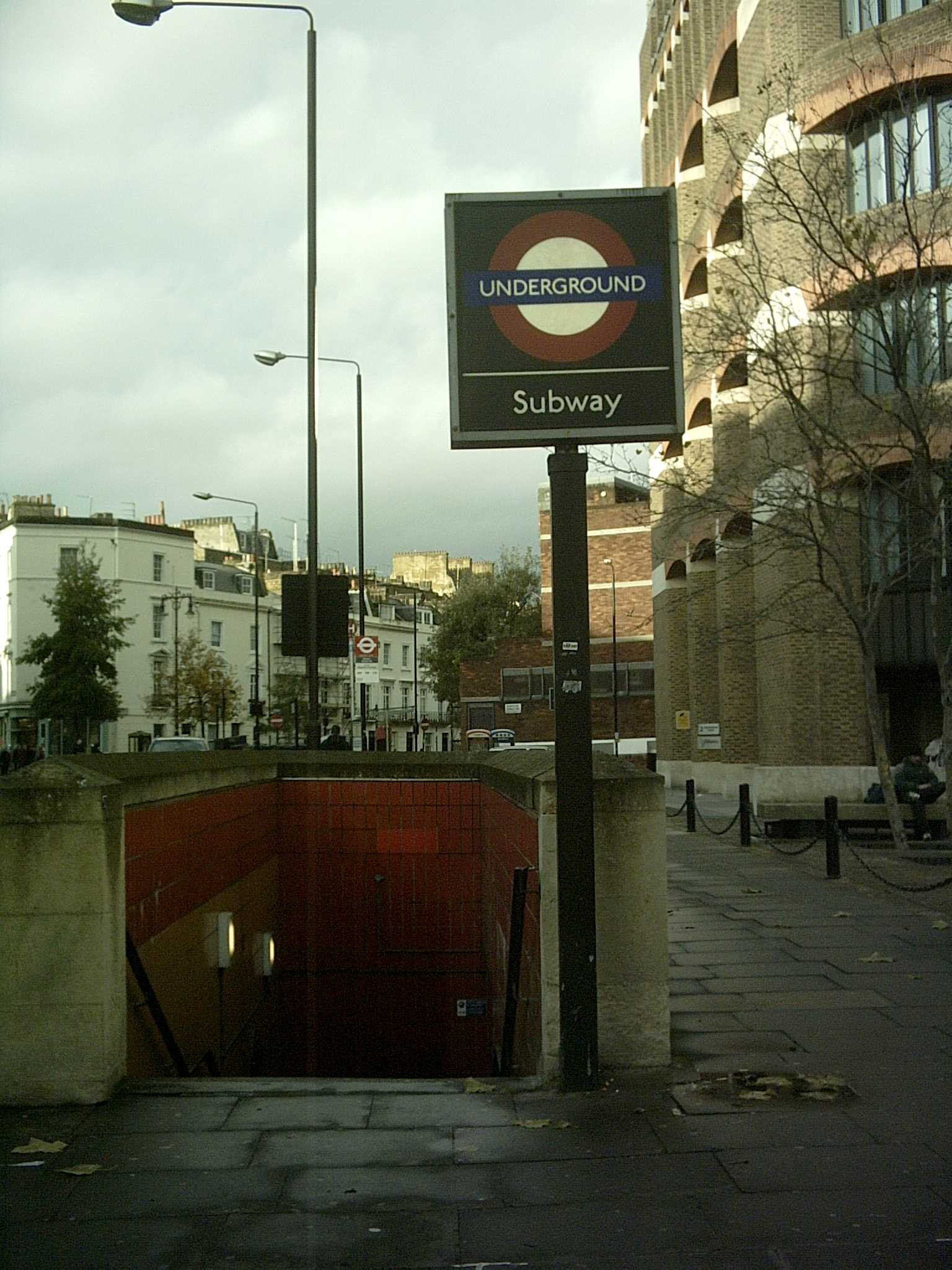
本站入口

1966年，維多利亞線南延線（維多利亞—布里克斯頓站）興建計劃獲批。由於成本效益上的疑慮，在原有計劃中，維多利亞車站至泰晤士河之間的一段南延線（即皮姆利科一帶）不會設立中途站 。雖然如此，皮姆利科的居民一直大力支持維多利亞線於當地設站，而於當地設站亦使遊客更易前往泰特不列顛。由於英國皇家財產局亦為興建車站免費提供土地，興建本站的草案於1968年6月28日獲國會通過。
維多利亞線南延線於1971年7月23日通車時，由於本站尚未完工，列車均以慢速駛過本站。本站於1972年9月14日啟用，是1975年皮卡迪利線西延至希斯羅機場前最後一個啟用的倫敦地鐵站。1981年12月14日，黑馬路站福音橡至巴金線月台遷移至維多利亞線車站旁後，本站成為維多利亞線唯一一個不和任何其他地鐵線及英國國鐵線（包括倫敦地上鐵）換乘的車站。
2015年3月，本站安裝了iBeacon系統，以測試應用程式Wayfindr（該應用程式協助視障人士於車站內導航）。由於測試成功，Google決定撥款1百萬美金予Wayfindr的開發團隊，使團隊得以在尤斯頓車站展開更大規模的測試。
由於2019冠狀病毒病疫情，本站曾於2020年3月21日至5月18日關閉。2021年7月，倫敦交通局有超過300名員工因2019冠狀病毒病而需接受自我隔離，本站缺乏足夠職員當值，因而需要暫時關閉。

## 接駁交通
倫敦巴士 2、24、36、185、360、C10號及通宵路線N2號線均服務本站。

## 車站相片

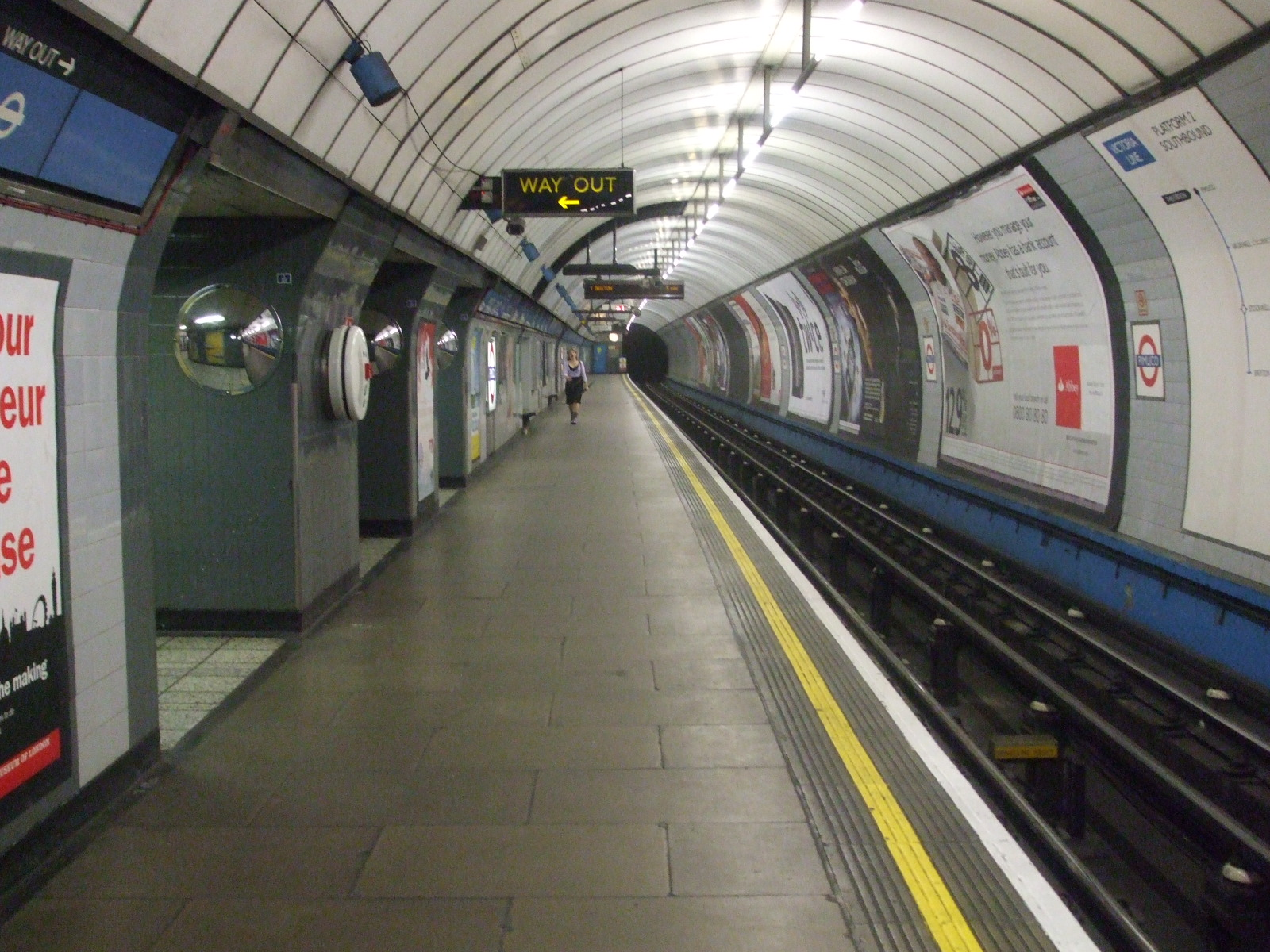
南行月台，視角向北
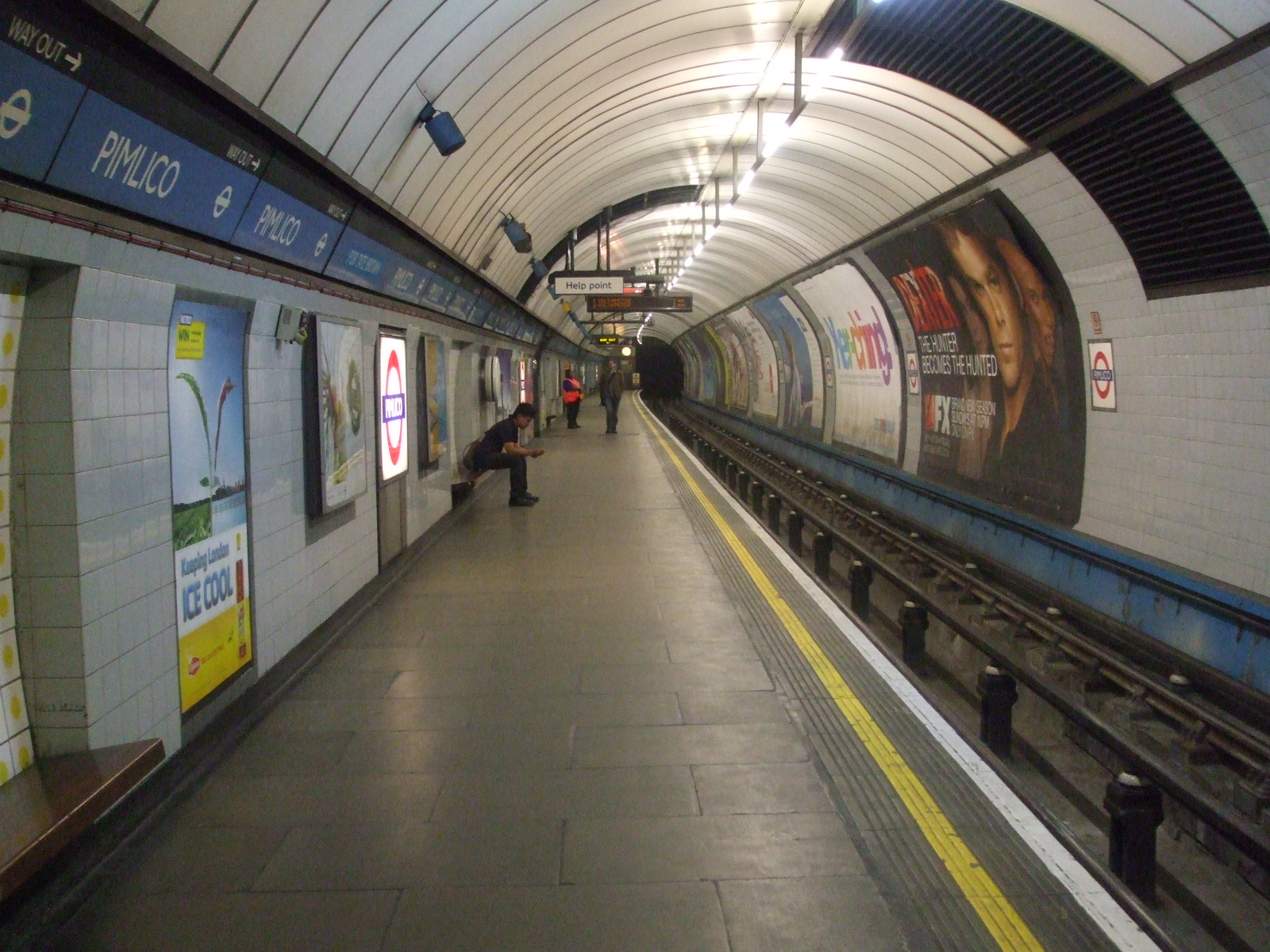
北行月台，視角向南
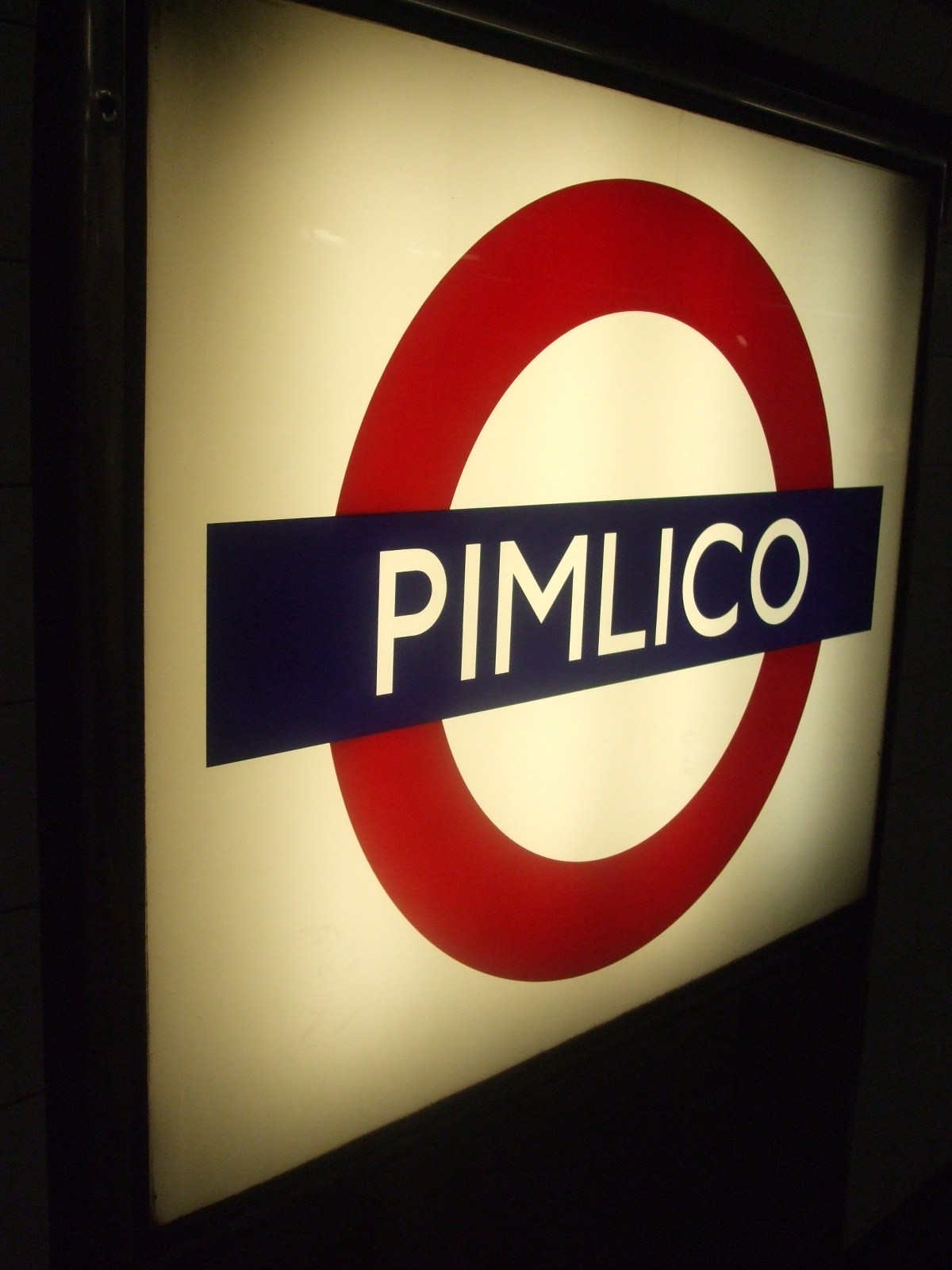
背後設有照燈的月台圓標
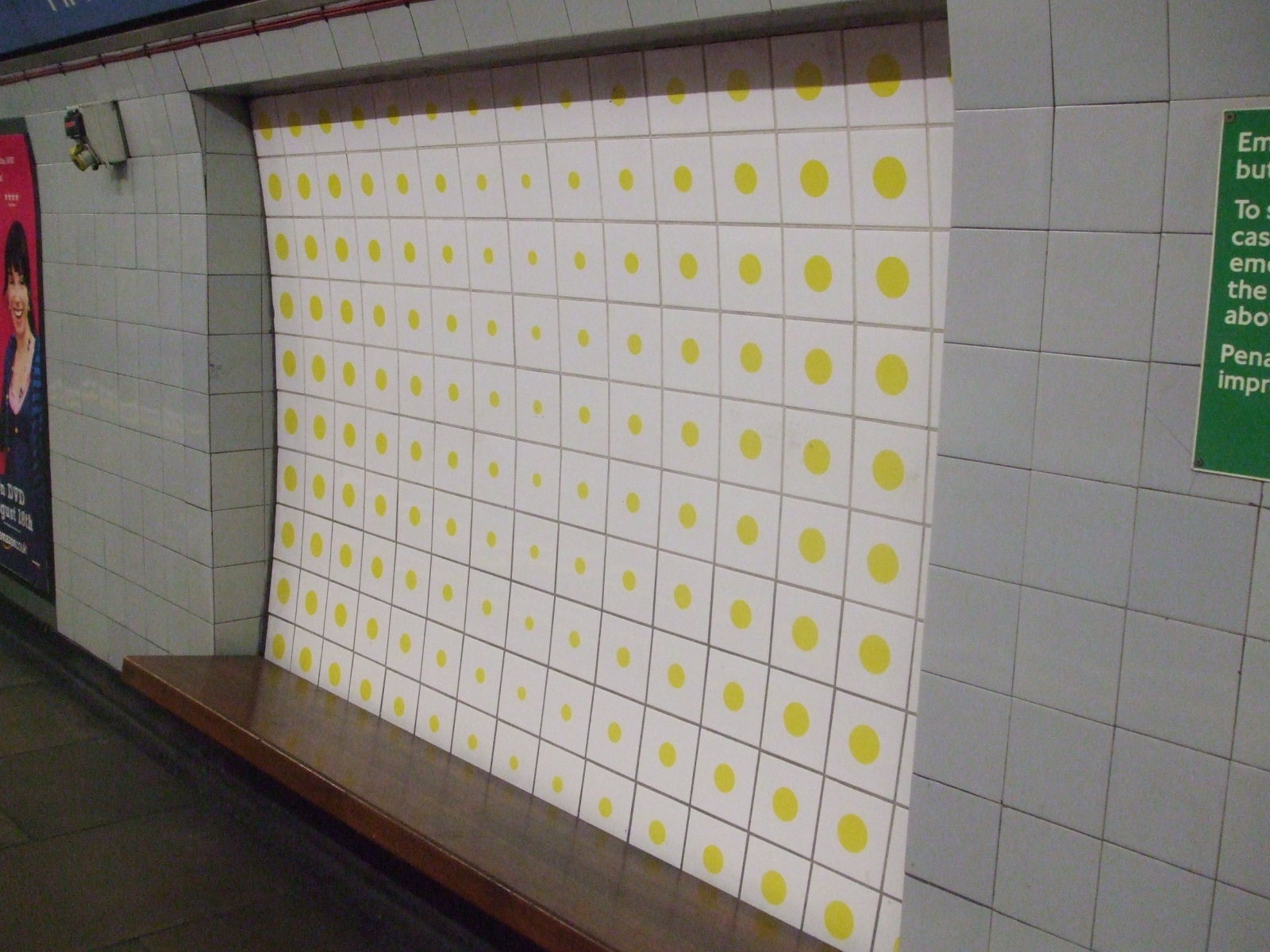
月台牆上的圓點圖案象徵泰特不列顛的現代藝術

## 鄰近地標
- 聖喬治廣場
- 皮姆利科聖救主堂
- 泰特不列顛
- 沃克斯霍爾橋